# Liste antiker Ortsnamen und geographischer Bezeichnungen/Pt
| Lateinischer Name    | Griechischer Name                           | Beschreibung                                                                                     | Heute                                                    | Quellen und Verweise | Lage |
| -------------------- | ------------------------------------------- | ------------------------------------------------------------------------------------------------ | -------------------------------------------------------- | -------------------- | ---- |
| Ptandaris            |                                             |                                                                                                  |                                                          | Smith;               |      |
| Ptarenus             |                                             |                                                                                                  |                                                          | Smith;               |      |
| Ptelea               |                                             | Ort auf der Insel Cos                                                                            |                                                          | Smith;               |      |
| Ptelea               |                                             | Ort im Tal des Kephisos westlich von Athen                                                       |                                                          |                      |      |
| Pteleos              |                                             |                                                                                                  |                                                          | Smith;               |      |
| Pteleum              |                                             |                                                                                                  |                                                          | Smith;               |      |
| Pteria               | Πτερία (Pteria)                             | Stadt in Kappadokien                                                                             | Fundplatz Kerkenes in der Türkei                         | Smith;               |      |
| Pteros               |                                             |                                                                                                  |                                                          | Smith;               |      |
| Ptolederma           |                                             |                                                                                                  |                                                          | Smith;               |      |
| Ptolemais            | Πτολεμαΐς (Ptolemais)                       | Stadt in Eordaia in Nordgriechenland                                                             | Ptolemaida in Griechenland                               |                      |      |
| Ptolemais            | Πτολεμαΐς (Ptolemais)                       | Ort an der Küste von Pamphylien                                                                  | bei Avsallar in der Türkei                               | Smith;               |      |
| Ptolemais Cyrenaicae | Πτολεμαΐς (Ptolemais)                       | Stadt an der Küste der Cyrenaica                                                                 | bei Tolmeitha in Libyen, etwa 110 km östlich von Bengasi | Smith;               |      |
| Ptolemais Drymou     |                                             | Ort im ägyptischen Fayum                                                                         |                                                          |                      |      |
| Ptolemais Euergetis  |                                             | kurzzeitig der Name von Krokodilopolis im ägyptischen Fayum                                      |                                                          |                      |      |
| Ptolemais Hermaiou   | Πτολεμαῒς ἡ Ἑρμείου (Ptolemais hē Hermeiou) | griechische Kolonie in Oberägypten                                                               |                                                          | Smith (3);           |      |
| Ptolemais Hormou     |                                             | Ort im ägyptischen Fayum                                                                         |                                                          |                      |      |
| Ptolemais Phoeniciae | Πτολεμαΐς (Ptolemais)                       | Hafenstadt an der Küste von Galiläa                                                              | Akkon in Israel                                          | Smith;               |      |
| Ptolemais Theron     | Πτολεμαῒς Θηρῶν (Ptolemais Thērōn)          | Ort an der afrikanischen Küste des Roten Meeres, von Ptolemaios II. als Jagdstützpunkt errichtet |                                                          | Smith (2);           |      |
| Ptolis               |                                             |                                                                                                  |                                                          | Smith;               |      |
| Ptoum                |                                             |                                                                                                  |                                                          | Smith;               |      |
| Ptychia              | Πτυχία (Ptychia)                            | kleine Insel bei Kerkyra                                                                         | Insel Vido vor Korfu                                     | Smith;               |      |